# Riddick: Furya
Série Les Chroniques de Riddick
Riddick
(2013)
Pour plus de détails, voir Fiche technique et Distribution.
Riddick: Furya est un film américain réalisé par David Twohy et dont la date de sortie n'a pas été annoncée. Il s'agit d'un quatrième opus de la franchise Les Chroniques de Riddick. Vin Diesel y reprend son rôle de Richard B. Riddick.

## Synopsis
Riddick retourne enfin sur sa planète natale, Furya, dont il se souvient à peine. Alors qu'il pense que Furya a été ravagée par les Necromongers, il y rencontre finalement d'autres Furyans. Ces derniers doivent lutter pour survivre face à un nouvel ennemi. De plus, certains de ces Furyans ressemblent plus à Riddick qu’il n’aurait jamais pu l’imaginer.

## Fiche technique
Sauf indication contraire, les informations mentionnées dans cette section peuvent être confirmées par la base de données cinématographiques IMDb,  présente dans la section « Liens externes ».
- Titre original : Riddick: Furya
- Réalisation : David Twohy
- Scénario : David Twohy, d'après les personnages créés par Jim et Ken Wheat
- Production : Vin Diesel et Samantha Vincent
- Sociétés de production : One Race Films, Rocket Science et Thank You Studios
- Sociétés de distribution : Metropolitan Filmexport (France), Elevation Pictures (Canada), The Searchers (Belgique)
- Budget : N/A
- Pays de production :  États-Unis
- Langue originale : anglais
- Format : couleur
- Genre : science-fiction, action, aventure
- Dates de sortie[2] : 2025/2026 Date sujette à modification

## Distribution
- Vin Diesel : Richard B. Riddick

## Production
En avril 2016, Vin Diesel confirme qu'il développe un nouveau film Riddick avec David Twohy intitulé Furia ainsi qu'une série dérivée télévisée intitulée Merc City. En mai 2016, l'acteur-producteur explique que Furia entrera en tournage courant 2017. En juillet 2019, il est précisé que le script est achevé et que le film s'intitule désormais Riddick: Furya.
En février 2023, la production du film est officiellement lancée.
Le tournage débute le 23 août 2024. Les prises de vues se déroulent en Allemagne, Espagne et au Royaume-Uni,.